# Flávia Piovesan
Flávia Cristina Piovesan (c. 1968) é uma jurista e advogada brasileira, conhecida por sua obra voltada aos Direitos Humanos e ao Direito Internacional. Compôs a Comissão Interamericana de Direitos Humanos entre 2018 e 2021 e exerceu o cargo de Secretária Especial de Direitos Humanos do Brasil de junho de 2016 a novembro de 2017.
Doutora em direito pela Pontifícia Universidade Católica de São Paulo (PUC-SP), é professora dessa universidade e procuradora do Estado de São Paulo.

## Carreira
Flávia Piovesan é bacharel (1990), mestre (1994) e doutora (1996) em Direito pela PUC-SP. Foi visiting fellow do Human Rights Program na Universidade de Harvard (1995, 2000 e 2002), do Centre for Brazilian Studies na Universidade de Oxford (2005) e do Max Planck Institute for Comparative Public Law and International Law (2007-2017). Leciona no Programa de Doutorado em Direitos Humanos e Desenvolvimento da Universidade Pablo de Olavide (Sevilha); no Programa de Doutorado da Universidade de Buenos Aires; e no programa de Mestrado da American University (Washington, DC).
Tornou-se procuradora do Estado de São Paulo em 1991. Foi conselheira da seção paulista da Ordem dos Advogados do Brasil, eleita para o biênio 2016-2018.
Atuou na UN High Level Task Force da Organização das Nações Unidas.
Foi cotada para o cargo de ministra do Supremo Tribunal Federal (STF).  
Em 2014 foi finalista na categoria Direito no 56º Prêmio Jabuti da Câmara Brasileira do Livro pela obra Direitos Humanos Atual, organizada com Inês Virgínia Prado Soares, publicada pela editora Campus-Elsevier.

### Secretaria de Direitos Humanos
Em maio de 2016, aceitou o convite feito pelo então presidente interino Michel Temer (que fora seu orientador no mestrado) para chefiar a nova Secretaria de Direitos Humanos, órgão vinculado ao Ministério da Justiça após a extinção do Ministério das Mulheres, da Igualdade Racial e dos Direitos Humanos por medida provisória de Temer. Foi nomeada no dia 10 de junho.
Criticada por participar de um governo até então sem mulheres no primeiro escalão e considerado ilegítimo pelos militantes dos direitos humanos, ela declarou que aceitou o cargo para tentar evitar retrocessos, tendo em vista um Congresso Nacional altamente conservador.
Deixou o cargo de secretária no dia 1 de novembro de 2017.

### Comissão Interamericana de Direitos Humanos
Em março de 2017, Piovesan foi escolhida pelo governo brasileiro para concorrer a vaga na Comissão Interamericana de Direitos Humanos, sediada em Washington, D.C. Foi eleita pela Assembleia Geral da OEA em 20 de junho e tomou posse no dia 1º de janeiro de 2018.
Integrou a Comissão Interamericana até o encerramento de seu mandato, em 31 de dezembro de 2021.

## Luta pelos direitos reprodutivos e pela descriminalização do aborto
Flávia Piovesan também se notabilizou por uma veemente luta pelos direitos reprodutivos e sexuais da mulher em diversas conferências nacionais e internacionais.
Ela defende uma incorporação da “perspectiva de gênero na doutrina jurídica”  e que o aborto seja tomado como um dos Direitos Humanos.
Ainda na mesma linha, Flávia Piovesan chegou a equiparar a proibição do aborto à amputação genital feminina, descrevendo ambas como “manifestações da discriminação e violência de gênero”.

## Principais obras

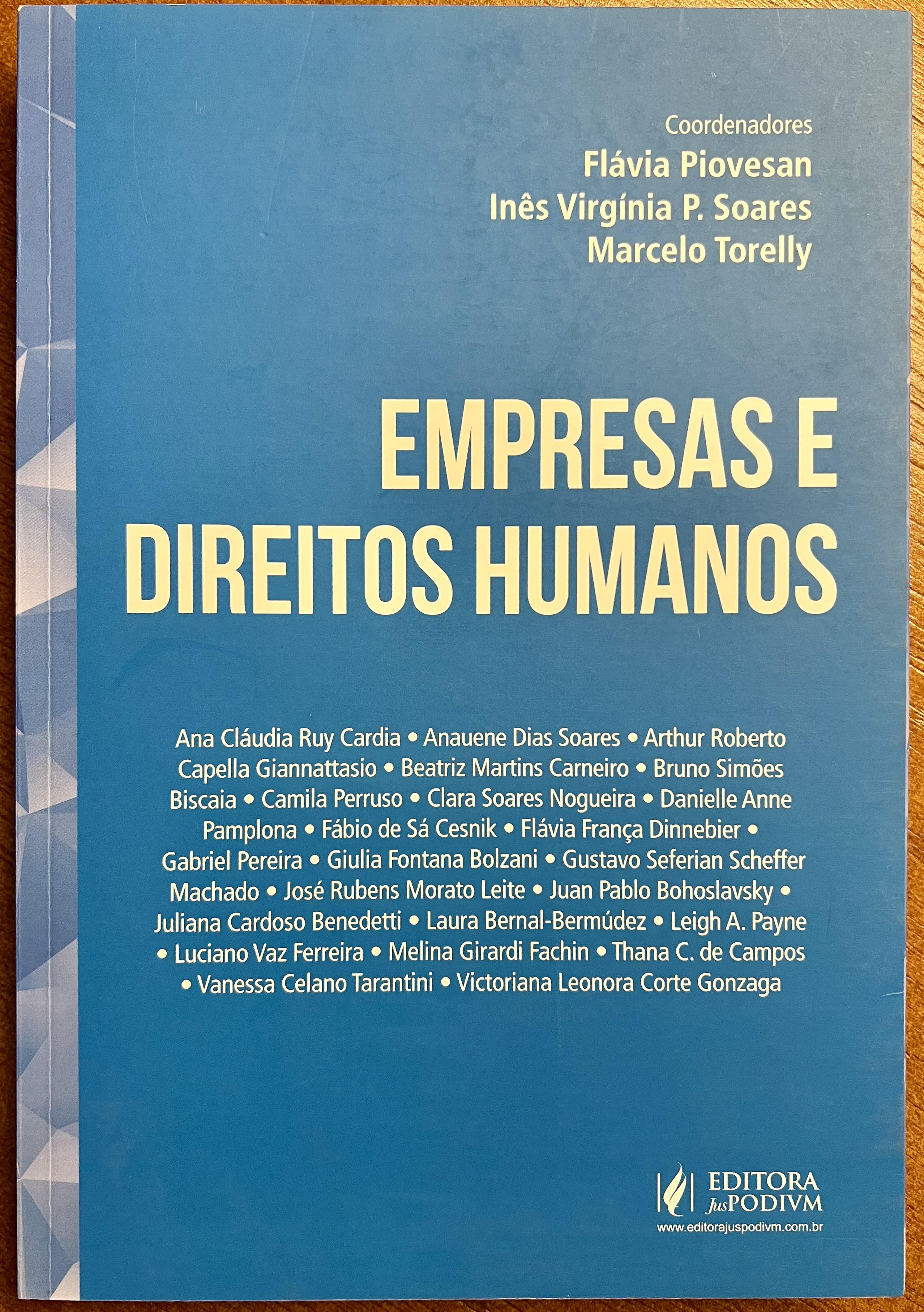
Capa de Empresas e Direitos Humanos (2018) de Flávia Piovesan, Inês Virgínia Prado Soares e Marcelo Torelly

- Capa de Empresas e Direitos Humanos (2018) de Flávia Piovesan, Inês Virgínia Prado Soares e Marcelo TorellyDireitos Humanos e o Direito Constitucional Internacional. 17ª ed. São Paulo: Saraiva, 2017.
- Temas de Direitos Humanos. 10ª ed. São Paulo: Saraiva, 2017.
- Direitos Humanos e Justiça Internacional. 7ª ed. São Paulo: Saraiva, 2017.